# Зелёная Балка (Широковский район)
Зелёная Балка (укр. Зелена Балка) — село,
Зеленобалковский сельский совет,
Широковский район,
Днепропетровская область,
Украина.
Код КОАТУУ — 1225884401. Население по переписи 2001 года составляло 522 человека .
Является административным центром Зеленобалковского сельского совета, в который, кроме того, входят сёла
Курганка,
Макаровка,
Новое,
Червоный Ранок и
Шведово.

## Географическое положение
Село Зелёная Балка находится в 2,5 км от села Макаровка и в 4-х км от села Зелёный Луг (Криворожский район).
По селу протекает пересыхающий ручей с запрудами.
Рядом проходит автомобильная дорога Н-11.

## Происхождение названия
Название происходит от балки Зеленой, на вершине которой расположено село. Эта балка берет своё начало возле с. Гейковка Криворожского р-на и пролегает на юг, до пос. Зеленое того же р-на.

## История
- Село Зеленая Балка основано в 1816 году полтавским дворянином, отставным поручиком Ольвиопольского гусарского полка Феодосием Лукьяновичем Нестеренко (1783-1855). Отсюда происходит его второе название "Нестеровка" (Нестерівка),которое было широко распространено среди жителей села на протяжении 19-20вв. Феодосий Нестеренко был женат на Пелагее Николаевне, дочери корнета Николая Верещаки. Вместе с тестем, корнетом Верещакой, Нестеренко приобрел эти земли при балке Зеленой Елисаветградского уезда Херсонской губернии по купчей у корнета Василия Юрчевского 29 ноября 1816 г. Со временем помещики переехали сюда семьей на постоянное жительство из с. Плехов Оржицкой волости Лубенского уезда Полтавской губернии. На новые земли Ф.Нестеренко и Н.Верещакой так же были переселены их крестьяне: Кондратенко, Руденко, Литвины, которые стали основателями коренных родов села.

## Экономика
- ООО «Агроинвест».

## Объекты социальной сферы
- Школа.
- Амбулатория.